# Presly
Presly is een gemeente in het Franse departement Cher (regio Centre-Val de Loire) en telt 228 inwoners (1999). De plaats maakt deel uit van het arrondissement Vierzon.

## Geografie
De oppervlakte van Presly bedraagt 68,0 km², de bevolkingsdichtheid is 3,4 inwoners per km².
De onderstaande kaart toont de ligging van Presly met de belangrijkste infrastructuur en aangrenzende gemeenten.

## Demografie
Onderstaande figuur toont het verloop van het inwonertal (bron: INSEE-tellingen).